# Guram Giorbelidse
Guram Giorbelidse (georgisch გურამ გიორბელიძე englisch Guram Giorbelidze; * 25. Februar 1996 in Bolnissi) ist ein georgischer Fußballspieler.

## Karriere

### Verein
Giorbelidse begann seine Karriere bei Sioni Bolnissi. Im April 2014 stand er gegen Guria Lantschchuti erstmals im Profikader von Sioni Bolnissi. Sein Debüt in der Umaghlessi Liga gab er im Mai 2014, als er am zehnten Spieltag der Meisterrunde 2013/14 gegen den FC Sestaponi in der Startelf stand. Dies war sein einziger Saisoneinsatz. In der Saison 2014/15 kam er zu zwei Einsätzen in der höchsten georgischen Spielklasse. In der Saison 2015/16 absolvierte er neun Spiele. In der Saison 2016 absolvierte er ebenfalls neun Spiele, mit Sioni Bolnissi musste er allerdings nach verlorener Relegation gegen den FC Schukura Kobuleti in die Erovnuli Liga 2 absteigen.
In der Saison 2017 kam Giorbelidse zu 26 Zweitligaeinsätzen, in denen er ein Tor erzielte. Zu Saisonende stieg er mit seinem Verein nach gewonnener Relegation gegen den FC Dinamo Batumi nach einer Saison in der Zweitklassigkeit wieder in die höchste Spielklasse auf. In der Saison 2018 kam er zu 33 Einsätzen in der inzwischen in Erovnuli Liga umbenannten höchsten Spielklasse.
Zur Saison 2019 wechselte er zum Ligakonkurrenten FC Dila Gori. Für Dila Gori kam er in seiner ersten Saison zu 32 Ligaeinsätzen. Zur Saison 2020/21 wechselte er zum österreichischen Bundesligisten Wolfsberger AC, bei dem er einen bis Juni 2022 laufenden Vertrag erhielt. In der Saison 2020/21 kam er zu 15 Einsätzen in der Bundesliga. Im August 2021 wurde er für ein Jahr an den deutschen Zweitligisten Dynamo Dresden verliehen. Für Dresden kam er zu 18 Einsätzen in der 2. Bundesliga, aus der er mit dem Verein zu Saisonende allerdings abstieg.
Zur Saison 2022/23 kehrte er wieder nach Wolfsberg zurück. Kurz vor Saisonbeginn verließ der Außenverteidiger den WAC aber dann endgültig und wechselte nach Polen zu Zagłębie Lubin.

### Nationalmannschaft
Giorbelidse debütierte im März 2017 gegen Island für die georgische U-21-Auswahl. Bis Oktober 2018 kam er zu sechs Einsätzen für diese.
Im März 2021 kam er im Qualifikationsspiel zur Fußball-Weltmeisterschaft 2022 gegen Schweden zu seinem Debüt in der georgischen Nationalmannschaft.